# Eurojust
L'Eurojust és l'agència de la Unió Europea (UE) encarregada del reforç de la cooperació judicial entre els Estats membres, mitjançant l'adopció de mesures estructurals que faciliten la millor coordinació de les investigacions i les actuacions judicials que cobrixen el territori de més d'un Estat membre.
La seva seu es troba en la ciutat neerlandesa de La Haia.

## Història
L'Eurojust fou creada pel Consell de la Unió Europea el 28 de febrer de l'any 2002, a partir del projecte presentat en el Consell Europeu celebrat a la ciutat finlandesa de Tampere el 1999.

## Objectius
Els principals objectius d'aquesta agència són:
- Fomentar i millorar la coordinació entre les autoritats competents referent a les investigacions i les actuacions judicials en els Estats membres.
- Millorar la cooperació entre les autoritats competents, facilitant la prestació d'ajuda judicial mútua i l'execució de peticions d'extradició.
- Donar suport a les autoritats competents per a reforçar l'eficàcia de les investigacions i actuacions judicials.

## Direcció
El director de l'Eurojust és designat per consens pel Consell de la Unió Europea:
| Mandat         | Director           | Estat      |
| 2002 – present | Michael G. Kennedy | Regne Unit |
|                |                    |            |